# Альона Рибакова
Альона Рибакова (7 лютого 1991) — латвійська плавчиня.
Учасниця Олімпійських Ігор 2016 року.
Вона кілька разів вигравала чемпіонат Латвії, а також святкувала кілька перемог на чемпіонатах країн Балтії. Наразі Рибакова також володіє кількома латвійськими рекордами, в тому числі на дистанції 100 метрів брасом (1:10.83). Вона кілька разів брала участь у чемпіонатах Європи. Вона виконала критерії відбору на літні Олімпійські ігри 2012, але не була включена до складу латвійської делегації на Олімпіаді. Вона пройшла кваліфікацію на літні Олімпійські ігри 2016.